# Aéroport international de Savannah/Hilton Head
L’aéroport international de Savannah/Hilton Head (IATA : SAV ; OACI : KSAV ; FAA LID : SAV) est un aéroport à usage commercial et militaire situé à Savannah, en Géorgie, aux États-Unis. Propriété de la ville de Savannah et gérée par la Commission de l'aéroport de Savannah, Savannah / Hilton Head International est situé à 13 km au nord-ouest du quartier historique de Savannah. Ses précédents noms incluent l'aéroport international de Savannah, Travis Field et Chatham Field. Le terminal passagers de l'aéroport est directement accessible depuis l'Interstate 95 entre Savannah et la banlieue de Pooler. Savannah / Hilton Head International est le principal aéroport commercial de Savannah, la région de Coastal Empire au sud-est de la Géorgie et le Lowcountry en Caroline du Sud, où la station balnéaire de Hilton Head représente environ 40 % du trafic passagers total de l'aéroport.

## Histoire
Le premier aéroport municipal de Savannah a été ouvert le 20 septembre 1929 avec l'inauguration du service aérien entre New York et Miami par Eastern Air Express. En 1932, une résolution de la ville nomma l'aéroport Hunter Field. Un tramway a été utilisé comme premier terminal à Hunter Field au milieu des années 1930. En 1940, l'armée de l'air américaine proposa de reprendre Hunter Field si la guerre commençait. Alors que les compagnies aériennes commerciales continuaient à utiliser Hunter Field, la ville a décidé de construire un deuxième aéroport municipal en réponse à la présence militaire accrue.
La ville de Savannah a acquis un terrain de 600 acres près de Cherokee Hill, l'une des plus hautes altitudes du comté, et la construction d'un nouvel aérodrome a débuté dans le cadre du projet Work Projects Administration. Trois pistes de 3 600 pieds ont été construites en direction nord-sud, est-ouest et nord-sud-ouest. En 1942, avant l’achèvement de ce nouvel aérodrome, le corps aérien de l’armée américaine décida de prendre le contrôle de la nouvelle installation et de commencer des travaux de construction supplémentaires pour mener à bien sa mission. Il a nommé l’aérodrome de Chatham Field et l’a utilisé jusqu’à la fin de la Seconde Guerre mondiale comme base pour les bombardiers et base d’entraînement des équipages pour les bombardiers B-24 ainsi que pour les avions de chasse.
En 1948, l’aérodrome de l’armée de Chatham a été confié à la Garde nationale de la Géorgie et l’aéroport a été renommé Travis Field, en l’honneur du brigadier général originaire de Savannah. Robert F. Travis, tué dans le crash d'un bombardier B-29 près de la base aérienne Fairfield-Suisun en Californie et de son frère, le colonel William Travis. Pour accueillir les compagnies aériennes, Travis Field a reçu une nouvelle tour de contrôle et un terminal aérien dans l’ancien théâtre de la base.
En 1958, les travaux d'un nouveau terminal aérien ont commencé. En 1962, une extension supplémentaire a porté la longueur de la piste est/ouest à 2 743 m). L'âge des avions à réaction est arrivé en 1965 lorsque Delta Air Lines a lancé les vols Douglas DC-9-10. Grumman Aircraft a ouvert une usine de fabrication Gulfstream Aerospace de 7,5 millions de dollars à Travis en 1967 qui est depuis son siège social. Un nouveau terminal de 21 millions de dollars a été construit à l'angle nord-ouest de l'aéroport en 1994.

## Stationnement et transports en commun
L'aéroport a trois terrains de stationnement. Le parking économique offre des options horaires, quotidiens et hebdomadaires pour le stationnement à court ou à long terme. Le Savannah Value Park offre un parking exclusif aux résidents de la ville de Savannah. La zone de stationnement à long terme/horaire est la plus proche du terminal de l'aéroport.
Dans le centre-ville de Savannah, l'autobbus 100X- Airport-Express de Chatham Area Transit (CAT) à destination de l’aéroport part du Joe Murray Rivers, Jr. Intermodal Transit Center.

## Compagnies et destinations

### Passagers
| Compagnies           | Destinations |
| -------------------- | --- |
| Air Canada Express   | En saison : Toronto (Pearson) |
| Allegiant Air        | Albany, Allentown-Bethlehem-Easton, Baltimore-T. Marshall, Cincinnati-Northern Kentucky, Cleveland-Hopkins, Columbus (Rickenbacker Int'l), Grand Rapids-G. R. Ford, Indianapolis, Louisville-Standiford Field, Nashville, Newark-Liberty, Niagara Falls, Pittsburgh, Portsmouth, New Hampshire (en), Providence-T. F. Green En saison : Lexington-Blue Grass (en) |
| American Airlines    | Charlotte-Douglas, Dallas-Fort Worth |
| American Eagle       | Charlotte-Douglas, Dallas-Fort Worth, Miami, New York-LaGuardia, Philadelphie, Washington-Reagan En saison : Chicago-O'Hare |
| Delta Air Lines      | Atlanta H.-Jackson |
| Delta Connection     | Boston Logan, New York-John F. Kennedy, New York-LaGuardia En saison : Détroit, Minneapolis-Saint-Paul |
| JetBlue Airways      | Boston Logan, New York-John F. Kennedy |
| Sun Country Airlines | En saison : Minneapolis-Saint-Paul |
| United Airlines      | En saison : Chicago-O'Hare, Houston-George Bush, Newark-Liberty, Washington-Dulles |
| United Express       | Chicago-O'Hare, Denver, Houston-George Bush, Newark-Liberty, Washington-Dulles |

## Statistiques
Pour des raisons techniques, il est temporairement impossible d'afficher le graphique qui aurait dû être présenté ici.

Voir la requête brute et les sources sur Wikidata.

### Part de marché des compagnies aériennes
| Rang | Compagnies aériennes                                              | Passagers | Part de marché |
| ---- | ----------------------------------------------------------------- | --------- | -------------- |
| 1    | Delta Air Lines                                                   | 781 000   | 28,30 %        |
| 2    | PSA Airlines (American Eagle)                                     | 411 000   | 14,88 %        |
| 3    | JetBlue                                                           | 274 000   | 9,93 %         |
| 4    | Allegiant Air                                                     | 255 000   | 9,22 %         |
| 5    | American                                                          | 252 000   | 9,14 %         |
| 6    | Air Canada Express, Frontier, Sun Country, United, United Express | 787 000   | 28,53 %        |

| Rang | Aéroport                 | Passagers | Compagnies aériennes |
| ---- | ------------------------ | --------- | -------------------- |
| 1    | Atlanta H.-Jackson       | 384 480   | Delta                |
| 2    | Charlotte-Douglas        | 201 700   | American             |
| 3    | New York-John F. Kennedy | 125 240   | Delta, JetBlue       |
| 4    | Newark-Liberty           | 90 081    | Allegiant, United    |
| 5    | Dallas/Fort Worth        | 76 780    | American             |
| 6    | Chicago O'Hare           | 71 730    | American, United     |
| 7    | Boston Logan             | 55 270    | Delta, JetBlue       |
| 8    | New York-LaGuardia       | 51 270    | American, Delta      |
| 9    | Philadelphie             | 49 760    | American, Frontier   |
| 10   | Washington Dulles        | 49 160    | United               |